# لیلا باچی
لیلا باچی (انگلیسی: Leyla Bağcı؛ زادهٔ ۶ فوریهٔ ۱۹۹۰) بازیکن فوتبال اهل ترکیه است.
وی همچنین در تیم ملی فوتبال زنان ترکیه بازی کرده‌است.